# دانشکده فیزیک دانشگاه علم و صنعت ایران
دانشکدهٔ فیزیک دانشگاه علم و صنعت ایران در سال ۱۳۶۸ خ. تأسیس شد. توسعهٔ این دانشکده عمدتاً در طول بیست سال اول فعالیتش شکل گرفت و هم‌اکنون موضوعات گسترده‌ای در مقاطع کارشناسی، کارشناسی ارشد و دکتری در باب فیزیک در این دانشکده آموزش داده می‌شود. هم‌چنین سالیانه ۱۶۰۰ دانشجوی مهندسی دانشگاه علم و صنعت ایران دوره‌های فیزیک عمومی و فیزیک مدرن را در این دانشکده می‌گذرانند.

## پیشینه
دانشکدهٔ فیزیک دانشگاه علم و صنعت ایران از سال ۱۳۶۸خ. (۱۹۸۵ م) با پذیرش دانشجو در مقطع کارشناسی فعالیت خود را آغاز نمود. در سال ۱۳۷۴ خ. (۱۹۹۵ م) تحصیلات تکمیلی این دانشکده نیز با پذیرش دانشجو در مقطع کارشناسی ارشد شکل گرفت و از سال ۱۳۸۱ خ. (۲۰۰۲ م) با پذیرش دانشجو در مقطع دکتری تحصیلات تکمیلی فعالیت خود را گسترش داد. این دانشکده در سال ۱۳۸۳ خ. (۲۰۰۵ م) با معرفی گرایش فتونیک در مقطع کارشناسی ارشد فعالیت خود را به طور گسترده‌تری ادامه می‌دهد.

## هیئت علمی و دانشجویان
در حال حاضر دانشکده دارای ۲۰ عضو هیئت علمی است که در سه گروه حالت جامد و اتمی - مولکولی - فتونیک به فعالیت مشغول می‌باشند. در سال تحصیلی ۱۳۸۹–۱۳۸۸، ۱۵۰ دانشجو در مقطع کارشناسی، ۷۴ دانشجو در مقطع کارشناسی ارشد (شامل ۱۵ دانشجوی گرایش فتونیک) و ۱۸ دانشجوی دکتری در این دانشکده مشغول به تحصیل بوده‌اند. در سال تحصیلی ۹۳–۹۲ تعداد دانشجویان کارشناسی ارشد به ۱۱۷ نفر افزایش پیدا کرده‌است

## مقاطع آموزشی و گرایش‌ها
- کارشناسی
  - فیزیک اتمی – مولکولی
  - فیزیک حالت جامد
- کارشناسی ارشد
  - فیزیک اتمی – مولکولی
  - فیزیک حالت جامد
  - فتونیک
- دکتری
  - فیزیک[۱]

## آزمایشگاه‌ها
- آزمایشگاه اندازه‌گیری‌های دقیق لیزری[۳]
- آزمایشگاه تحقیقاتی فتونیک و اپتوالکترونیک[۴]
- آزمایشگاه تحقیقاتی لیزر[۵]
- آزمایشگاه لایه‌های نازک[۶]

## نگارخانه

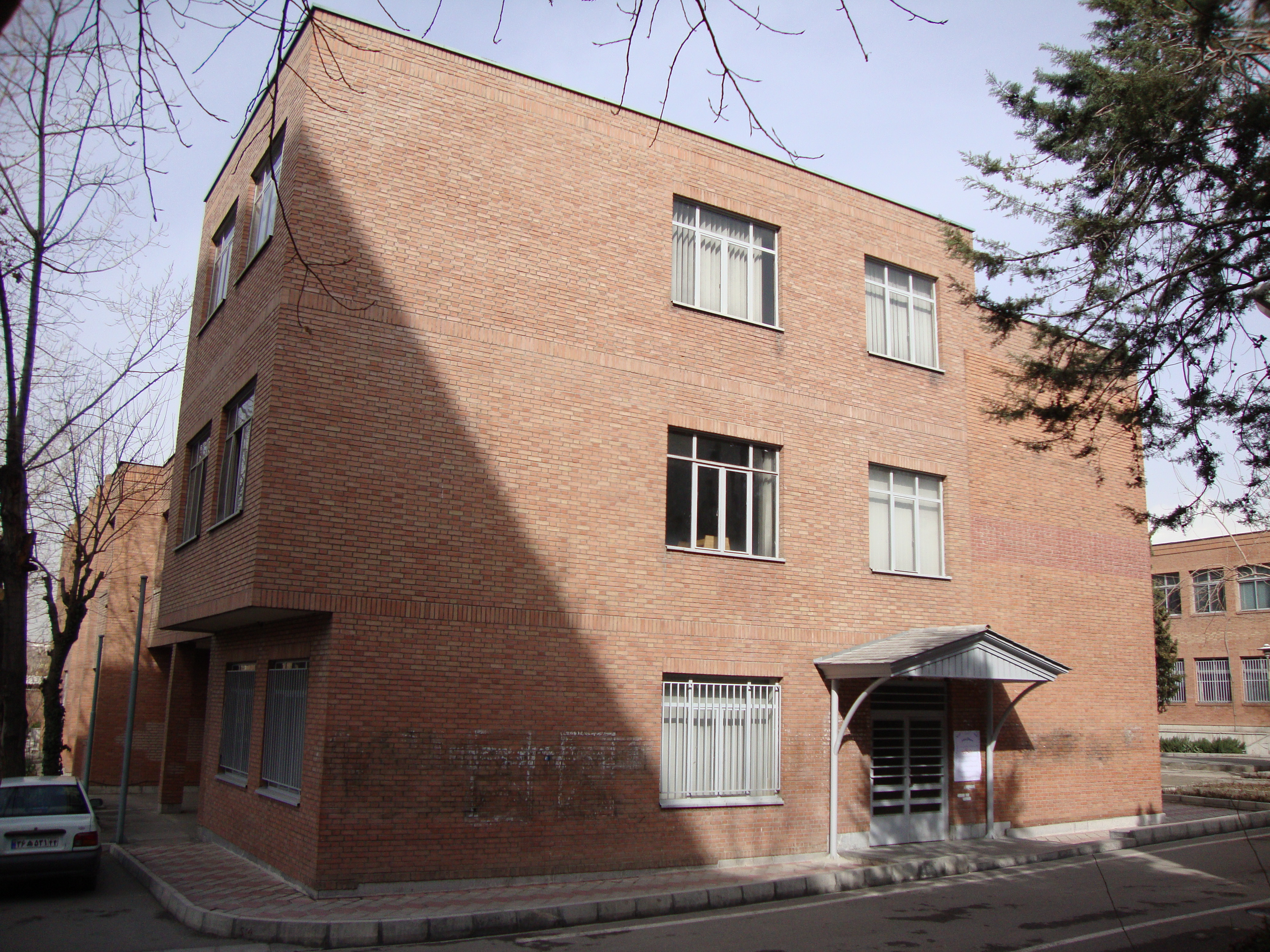
نمای بیرونی ساختمان شماره ۲
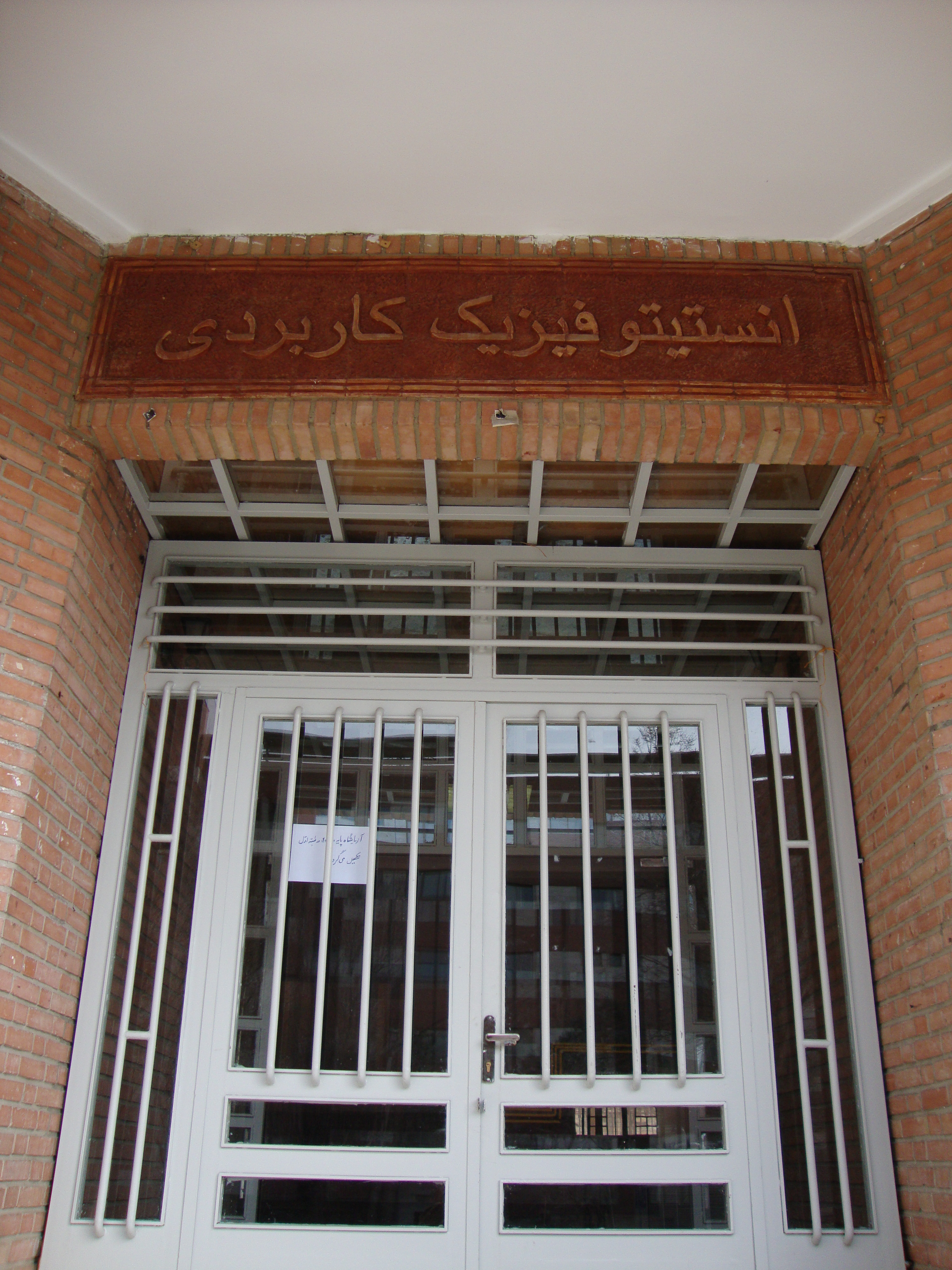
درب ورودی ساختمان شماره ۱
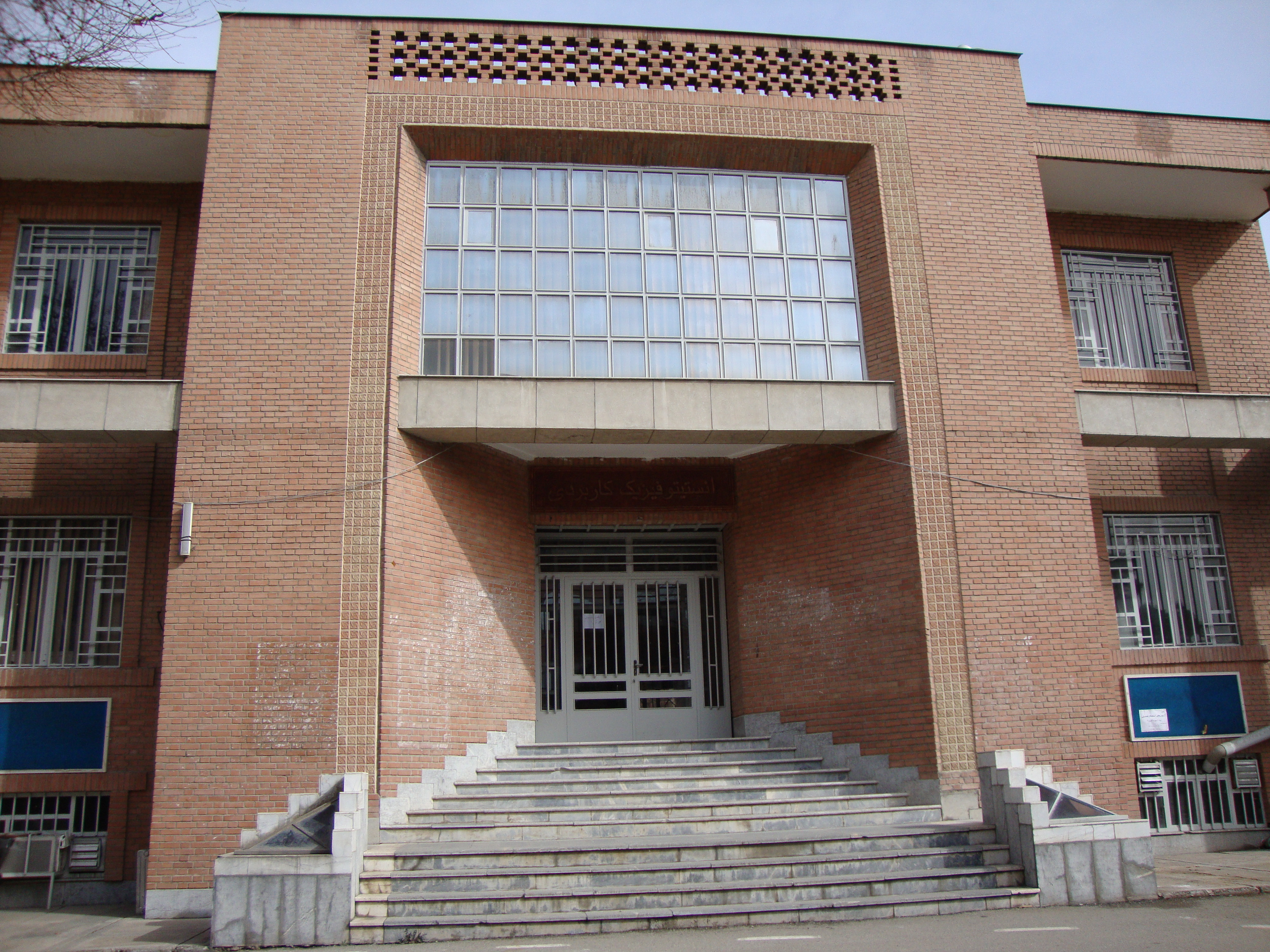
نمای بیرونی ساختمان شماره ۱